# Huambo
Huambo (daw. port. Nova Lisboa) – jedno z większych miast Angoli, położone w głębi lądu, około 220 km na wschód od miasta Benguela. Stolica prowincji Huambo, drugie co do wielkości miasto kraju, założone przez Portugalczyków w 1912 roku.
Jedno z miast frontu południowego wojny domowej w Angoli odwiedzone przez Ryszarda Kapuścińskiego, opisane w książce Jeszcze dzień życia.
W mieście rozwinął się przemysł spożywczy, skórzany oraz cementowy.